# ロード (イスラエル)

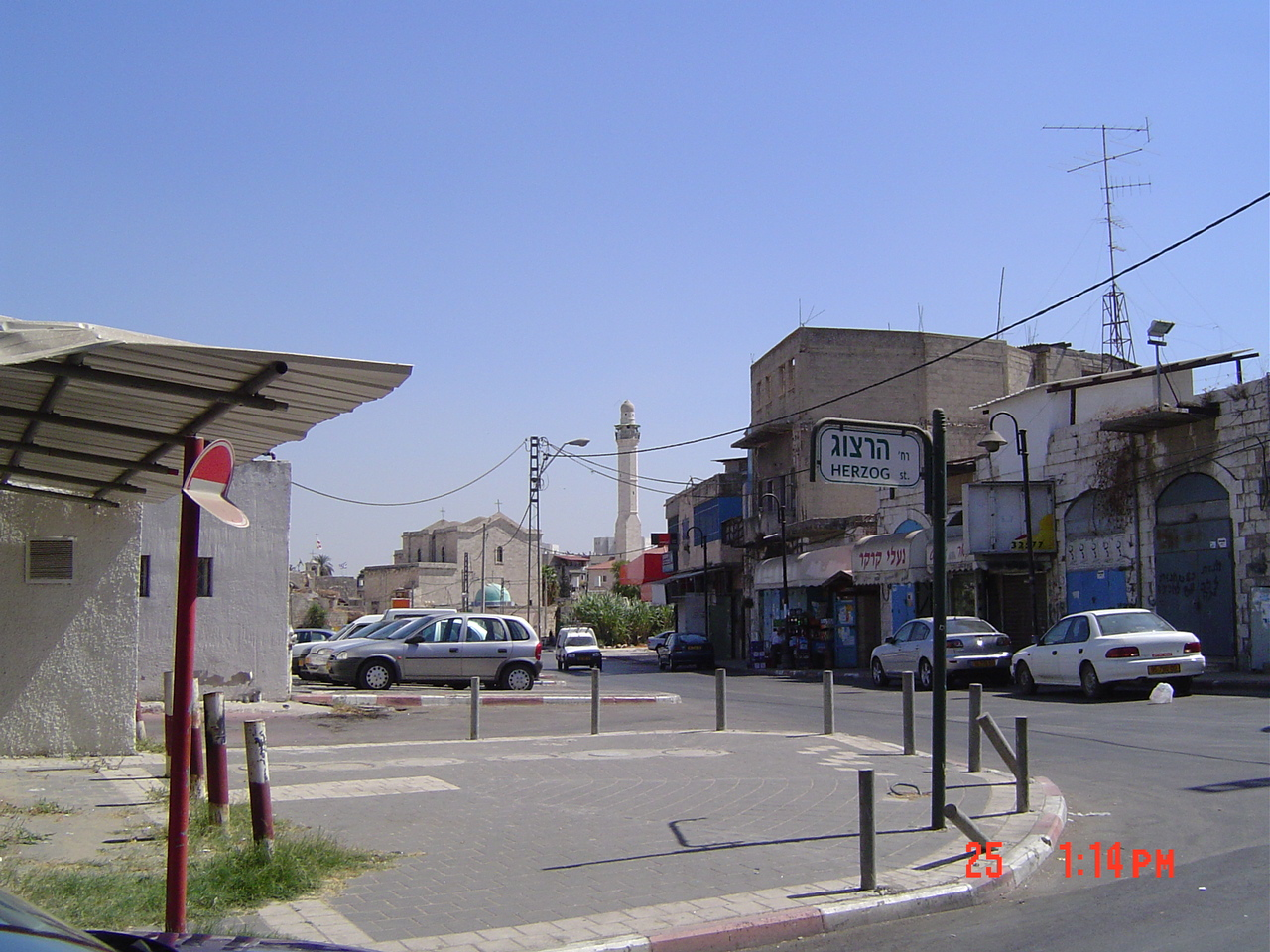
ヘルツォグ通り（旧市街）

ロード、ロッド（ヘブライ語: לוֹד, Lod、アラビア語: اَلْلُدّْ, al-Ludd）は、イスラエル中央地区の都市である。

## 概要
テルアビブの空の玄関ベングリオン国際空港がある。
聖書時代から存在し、新約聖書では使徒行伝9:32に登場する。
2001年CBSによれば、80.3%がユダヤ人と非アラブ系、20.0%がアラブ人 （18.6%がムスリム、1.1%がキリスト教徒）。561人の移民が存在する。

## 交通
- ベン・グリオン国際空港

## 著名な出身者
- 聖ゲオルギウス　Saint George
- タメル・ナファール　Tamer Nafar - アラブ系イスラエル人のラップ歌手
- ジョージ・ハバシュ　George Habash - テロリスト